# فورمایل (آلاباما)
فورمایل (به انگلیسی: Fourmile) یک منطقهٔ مسکونی در ایالات متحده آمریکا است که در شهرستان شلبی، آلاباما واقع شده‌است. فورمایل ۱۴۱٫۱۲ متر بالاتر از سطح دریا واقع شده‌است.